# Akustyczna fala powierzchniowa
Akustyczna fala powierzchniowa, AFP (ang. Surface Acoustic Wave, SAW) – fala mechaniczna rozchodząca się wzdłuż powierzchni podłoża sprężystego graniczącego z próżnią lub innym ciałem sprężystym i zanikająca, zwykle w sposób wykładniczy, w głąb tego podłoża. Należy do rodziny fal sejsmicznych.
Od momentu wynalezienia przetwornika międzypalczastego umożliwiającego łatwą generację i detekcję AFP na powierzchni kryształów piezoelektrycznych fale te znalazły liczne zastosowania techniczne.
Podstawowymi rodzajami akustycznych fal powierzchniowych są:
- fala Rayleigha – rozchodząca się na powierzchni ciała sprężystego,
- fala Love’a – rozchodząca się na powierzchni ciała sprężystego z cienką warstwą (o grubości znacznie mniejszej niż długość fali),
- fala Stoneleya – rozchodząca się na powierzchni rozdziału dwóch ciał sprężystych,
- fala Scholtego – rozchodząca się na powierzchni rozdziału między cieczą a ciałem sprężystym,
- fala Bluesteina-Gulajewa – rozchodząca się na powierzchni piezoelektryka w określonych kierunkach krystalograficznych,
- fala Lamba – rozchodząca się na powierzchni cienkiej płyty.